# Fernando Jubero
Fernando Jubero (født 27. februar 1974) er en spansk tidligere fodboldspiller.